# Monophyllaea hottae
Monophyllaea hottae är en tvåhjärtbladig växtart som beskrevs av Brian Laurence Burtt. Monophyllaea hottae ingår i släktet Monophyllaea och familjen Gesneriaceae. Inga underarter finns listade i Catalogue of Life.